# دعای افتتاح
دعای افتتاح یکی از دعاهایی‌است که شیعیان دوازده‌امامی در شب‌های ماه رمضان می‌خوانند.، ایشان معتقدند که این دعا را امام غائبشان به «محمد بن عثمان» (دومین نائب خاص) تعلیم داده‌است و او منتشر نموده‌است. 
محمد باقر مجلسی در زاد المعاد می‌گوید: امام زمان آن را برای شیعیان نوشته‌است که هر شب ماه رمضان بخوانند، فرشتگان می‌شنوند و برای خوانندهٔ آن استغفار می‌کنند.
در این دعا به ویژگیهای حکومتی که شیعیان معتقدند امام مهدی پس از ظهور ایجاد خواهد کرد اشاره شده‌است. این حکومت را «دولت کریمه» گویند.

## منبع
- «حضرت مهدی (عج)، فروغ...»، ص ۲۹۳
- مفاتیح الجنان، حاج شیخ عباس قمی، متن دعای افتتاح